# Samsung Galaxy Note 10
Samsung Galaxy Note 10 è una linea di phablet basati su Android progettati, prodotti e commercializzati da Samsung Electronics come parte della serie Samsung Galaxy Note. Sono stati presentati il 7 agosto 2019, come successori del Samsung Galaxy Note 9.
Nel 2020 è stata introdotta una variante più economica, il Galaxy Note 10 Lite, con specifiche e caratteristiche meno avanzate.

## Specifiche

### Hardware

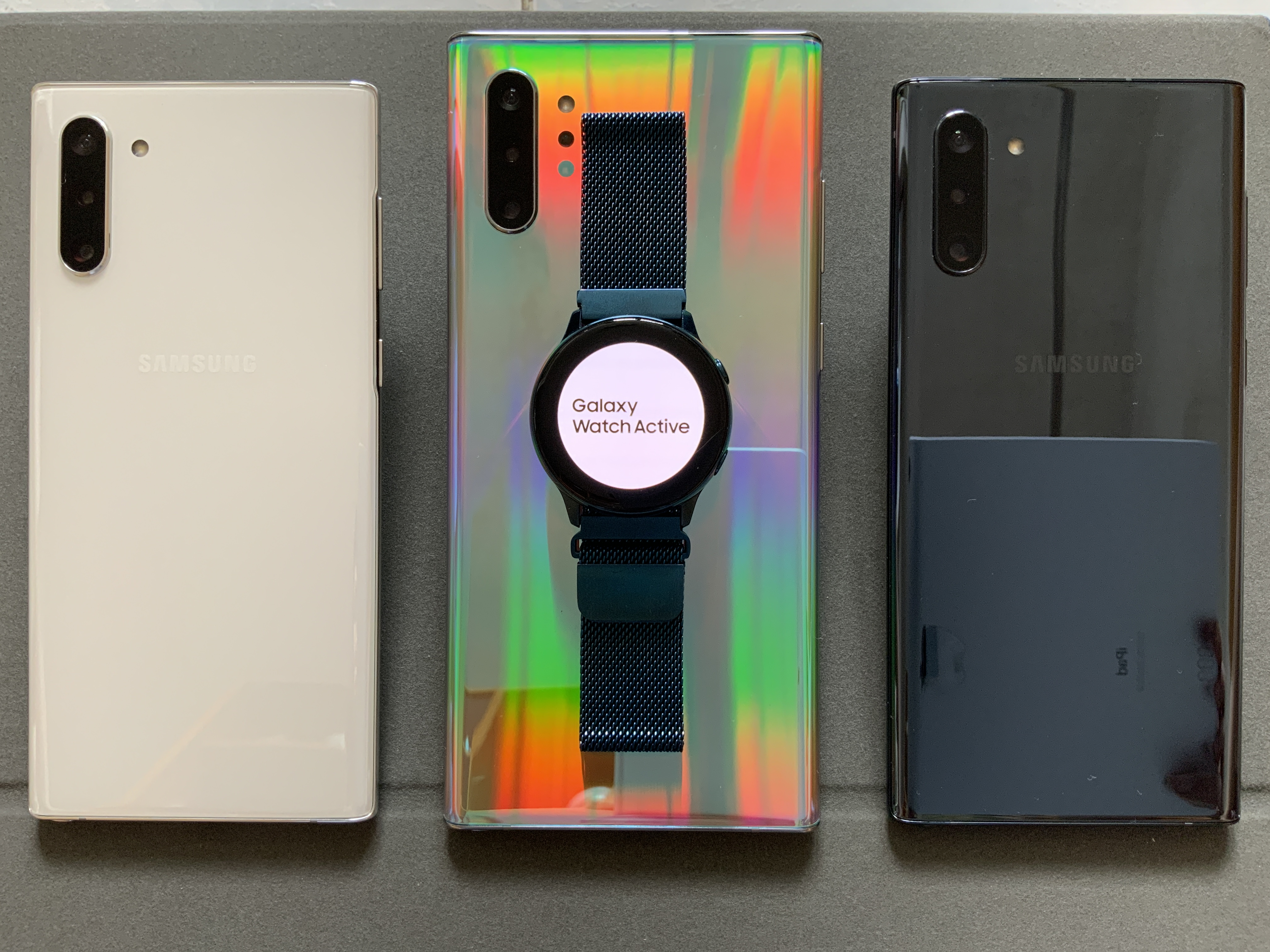
Wireless Powershare utilizzato sul Galaxy Note 10+

#### Schermo
La linea Galaxy Note 10 comprende due modelli con varie specifiche hardware; Note 10/Note 10 5G e Note 10+/Note 10+ 5G dispongono di display Dynamic AMOLED da 6,3 pollici 1080p e 6,8 pollici 1440p con supporto HDR10 + e tecnologia di "mappatura dinamica dei toni", rispettivamente. I display hanno lati curvi che si inclinano sui bordi orizzontali del dispositivo. Il phablet presenta anche un rapporto di aspetto 19:9. Le fotocamere frontali occupano un ritaglio arrotondato nella parte superiore del display e tutti i modelli utilizzano un lettore di impronte digitali a ultrasuoni sullo schermo.

#### Memoria e chip
La serie Galaxy Note 10 utilizza il system-on-chip Exynos 9825. Tutti i modelli sono venduti con 256GB di memoria interna, con Note 10+ e Note 10+ 5G disponibili anche con 512GB e che offrono spazio di archiviazione espandibile tramite una microSD.

#### Batteria
Gli smartphone contengono rispettivamente batterie ai polimeri di litio da 3500 e 4300 mAh non rimovibili, con entrambe le varianti che supportano una ricarica super rapida da 25 watt, mentre il Note 10+ supporta anche la ricarica super veloce 2.0 da 45 watt, la ricarica induttiva Qi e la capacità di caricare altri dispositivi compatibili con Qi dalla loro alimentazione a batteria.

#### Aspetto
I Galaxy Note 10 e Note 10+ sono i primi smartphone tradizionali Samsung a omettere il jack per cuffie da 3,5 mm. Il pulsante di accensione/spegnimento che, nelle serie precedenti, si trovava sul lato destro del telefono, si trova sul lato sinistro sotto ai tasti del volume, ed è possibile impostarlo come pulsante di accensione o pulsante Bixby.

#### Fotocamera
La serie Note 10 è dotata di una fotocamera posteriore che ospita un obiettivo grandangolare da 12 megapixel a doppia apertura, un teleobiettivo da 12 MP e un obiettivo ultra-grandangolare da 16 MP con Note 10 +/Note 10+ 5G con una fotocamera VGA Depth Vision aggiuntiva che consente Mappatura AR 3D. Per la prima volta nei dispositivi Samsung, la fotocamera è stata posizionata nell'angolo in alto a sinistra.
La fotocamera frontale di tutti i modelli è costituita da un obiettivo da 10 MP nella parte centrale superiore del display.
Entrambi i set di telecamere supportano la registrazione video 4K e HDR10+ con stabilizzazione video più avanzata. C'è anche la funzione Live Focus Video che consente agli utenti di sfuocare lo sfondo nei video, proprio come con la modalità Ritratto.

#### S-Pen
La S-Pen ha anche subito notevoli modifiche rispetto a quella del Note 9. La penna supporta Air Actions più avanzate che consentono agli utenti di controllare il phablet a distanza con la penna. Ciò include la modifica delle impostazioni della fotocamera e l'esportazione del testo scritto a mano in Microsoft Word in remoto. La S-Pen include anche punte aggiuntive per la sostituzione nella confezione dello smartphone.

### Software
La gamma Note 10 (ad eccezione di Note 10 Lite) viene fornita con Android 9.0 Pie con One UI 1.5 di Samsung. Un elemento di design principale di One UI è il riposizionamento degli elementi chiave dell'interfaccia utente per migliorare l'usabilità su schermi di grandi dimensioni. Molte app includono intestazioni di grandi dimensioni che spingono l'inizio del contenuto verso il centro del display, mentre i controlli di navigazione e altri messaggi vengono spesso visualizzati nella parte inferiore del display.
A marzo 2020, i telefoni hanno ricevuto l'aggiornamento ad Android 10 con interfaccia One UI 2.0 (poi ulteriormente aggiornata alle versioni 2.1 e 2.5) portando con sé la modalità Single Take dalla linea Samsung Galaxy S20 e la possibilità di registrare video 4K/60fps con la fotocamera frontale.
Nel gennaio 2021 ricevono Android 11 con One UI 3.0, poi passata alla versione 3.1.
Dalla fine di dicembre 2021 iniziano a ricevere Android 12 con One UI 4.0, passata poi da marzo 2022 alla versione 4.1.

## Varianti
Nel 2020 è stato immesso sul mercato il Galaxy Note 10 Lite. È una variante di fascia medio-alta, contenente fotocamere di qualità leggermente inferiore ai modelli standard di Note 10. È dotato di 128 GB di memoria interna, uno schermo a 1080p da 6,7", scocca in policarbonato con cornici metalliche, una batteria da 4.500 mAh ed è alimentato dall'Exynos 9810, processore presente anche sulla più vecchia serie Galaxy S9 e Note9. Questo smartphone è privo di barometro e non supporta la ricarica wireless, né possiede altoparlanti stereo, sebbene mantenga la ricarica super rapida da 25 watt della serie principale. Presente un jack da 3,5 mm per le cuffie.
Il dispositivo è stato immesso sul mercato con Android 10 e interfaccia One UI 2.0, poi aggiornata alle versioni 2.1 e 2.5.
Dalla fine di gennaio 2021 inizia a ricevere Android 11 con One UI 3.0, aggiornata poi a marzo alla versione 3.1.
Da gennaio 2022 inizia a ricevere Android 12 con One UI 4.0, passata poi da fine marzo alla versione 4.1.